# Élections législatives néo-zélandaises de 1993
Les élections législatives néo-zélandaises de 1993 ont lieu le 6 novembre 1993 pour élire 99 députés de la Chambre des représentants.

## Sondages

Intentions de votes

## Résultats
|                           |                              |           |       |        |               |
| Parti                     | Parti                        | Voix      | %     | Sièges | +/-           |
|                           | Parti national               | 673 892   | 35,05 | 50     | 17            |
|                           | Parti travailliste           | 666 759   | 34,68 | 45     | 16            |
|                           | Alliance                     | 350 064   | 18,21 | 2      | 1             |
|                           | Nouvelle-Zélande d'abord     | 161 481   | 8,40  | 2      | Nv.           |
|                           | Parti de l'héritage chrétien | 38 749    | 2,02  | 0      | Nv.           |
|                           | Autres                       | 31 851    | 1,66  | 0      | en stagnation |
|                           |                              |           |       |        |               |
| Suffrages exprimés        | Suffrages exprimés           | 1 922 796 | 97,20 |        |               |
| Votes blancs et invalides | Votes blancs et invalides    | 55 419    | 2,80  |        |               |
| Total                     | Total                        | 1 978 215 | 100   | 99     | 2             |
| Abstentions               | Abstentions                  | 343 449   | 14,79 |        |               |
| Inscrits / participation  | Inscrits / participation     | 2 321 664 | 85,21 |        |               |